# Partenogenese
Partenogenese betyder jomfrufødsel. Det er noget, som er usædvanligt i naturen, men som alligevel forekommer spontant både hos planter og dyr. Grunden til, at fænomenet er så ualmindeligt, skal søges i de fordele, den kønnede formering har for arternes tilpasning til deres miljø. Kønnet formering har sejret, fordi den indebærer en ny opblanding af genpuljen for hvert nyt individ, der kommer til verden. Omvendt dannes der ved partenogenese en klon af helt identiske individer, som alle har urmoderens gener.

## Partenogenese hos dyr
Blandt dyr ses partenogenese under forhold, hvor parring eller normal formering er besværlig eller risikabel. F.eks. har næsten alle bladlus 6-7 generationer af partenogenetisk skabte hunner, som er helt enerådende hen over sommeren. Først efterårets fødemangel udløser dannelsen af hanlige individer med påfølgende parring og lægning af hårdføre, kønnede æg. Man formoder, at lusene har fordel af at kunne formere sig hastigt på velegnede fødeplanter, og at den manglende, genetiske variation kan tåles, så længe føden er rigelig. Blandt slanger er Urtepotteslangen (Ramphotyphlops braminus), en lille art inden for ormeslanger, verdens eneste kendte partenogenetiske slange.

## Partenogenese hos planter
Hos planter er kønnet formering også det mest almindelige, men partenogenese forekommer dog. Som et eksempel kan nævnes den apomixis, som findes hos Selje-Røn. Hos den dannes der modne bær med spiredygtige frø uden bestøvning, og samtlige planter af denne hybridgruppe er altså kloner af nogle få tilfældigt opståede krydsninger mellem Almindelig Røn og Aksel-Røn.

## Partenogenese i kulturhistorien
Også i kulturhistorien har begrebet partenogenese fundet en plads, og det skyldes især, at flere af mysteriereligionerne (f.eks. Astartedyrkelsen) har nogle forestillinger, som kan genfindes i Det nye testamente, hvor det fremgår, at Jomfru Maria blev svanger uden en mands mellemkomst og altså fødte Jesus ved jomfrufødsel. Dette er ikke at forveksle med Marias såkaldt ubesmittede undfangelse, som hentyder til hendes egen tilblivelse uden besmittelse med arvesynden.